# Archiparapoderus
Archiparapoderus es un género de coleópteros curculionoideos de la familia Attelabidae. En 2003 Legalov describió el género. Habita en África, especialmente en el sur. Esta es la lista de especies que lo componen:
- Archiparapoderus cinctipennis Jekel, 1860
- Archiparapoderus nigripennis Fabricius, 1792
- Archiparapoderus rubens Voss, 1926
- Archiparapoderus rufinasus Faust, 1899